# ليز ماكدونالد
ليز ماكدونالد (بالإنجليزية: Liz MacDonald)‏ هي صحفية أمريكية، ولدت في 2 يناير 1962 في روكفيل سنتر في الولايات المتحدة.